# Godfallos
Godfallos er det fjerde studiealbum fra det danske dødsmetal-band Dominus. Det blev udgivet i 2000. Det blev gruppens sidste album inden de gik i opløsning i 2001.

## Medvirkende
- Franz Hellboss - bas
- Brin Andersen - trommer
- Jens Peter Storm - leadguitar
- Michael Poulsen - Vokal, guitar

## Numre
Alle sange er skrevet af Michael Poulsen, på nær "Angelsitter", der er skrevet af Peter Storm.
1. "Thine" - 4:31
2. "The Act Of Organic Plastic" - 4:05
3. "Seed From Beast" - 6:29
4. "Manipulated Destiny" - 3:49
5. "Call #3" - 3:49
6. "Hypercane" - 3:51
7. "The Face That Wouldn't Show" - 3:55
8. "Antichrist" - 3:20
9. "Cabbage" - 4:36
10. "To Seek Her Scent" - 4:06
11. "Angelsitter" - 3:42